# David Attenborough
David Frederick Attenborough OM, CH, CVO, CBE, FRS, FZS, SAL (Londres, 8 de maio de 1926) é um naturalista britânico. Sua carreira representa a voz e a face dos programas sobre história natural nos últimos sessenta anos. Seus inúmeros trabalhos foram feitos para a rede britânica de televisão BBC, da qual foi diretor de 1965 a 1972.

## Histórico
Filho de Frederick Levi Attenborough, diretor da Universidade de Leicester, cresceu na casa do campus. Era filho do meio de três irmãos: o mais velho, Richard Samuel Attenborough (diretor e ator de filmes de cinema) e o mais novo John Michael Attenborough. Durante a Segunda Guerra Mundial, foram adotadas mais duas meninas judias refugiadas, que com a mãe, Mary Clegg, formavam a família Attenborough.
Attenborough passou a infância colecionando fósseis e pedras. Recebeu um grande incentivo nessa caçada aos sete anos, quando a então jovem Jacquetta Hawkes admirou sua coleção. Alguns anos mais tarde, uma de suas irmãs lhe deu de presente um âmbar envolvendo uma criatura fossilizada, que mais tarde ele usaria como foco em um de seus programas.
Attenborough estudou na Wyggeston Grammar School for Boys, em Leicester, e se formou em ciências naturais na Universidade de Cambridge. Ele continuou seus estudos no London School of Economics, onde se formou em antropologia entre os anos de 1944 e 1946. Serviu à Marinha Real em 1947, em Gales do Norte, durante seus dois anos de serviço.
Em 17 de fevereiro de 1950 casou com Jane Elizabeth Ebsworth Oriel, com quem viveu até sua morte por derrame, em 16 de fevereiro de 1997. O casal teve dois filhos, Susan e Robert.

## Primeiros anos na BBC
Depois de sair da Marinha, Attenborough foi contratado por uma editora e lá escreveu livros escolares sobre ciência. Contudo, logo se desiludiu com o trabalho e tentou buscar uma outra oportunidade de vida. Em 1950, aplicou-se ao trabalho como produtor de rádio na BBC. Embora tenha sido rejeitado para este trabalho, seu currículo atraiu o interesse de Mary Adams, chefe de departamento da BBC. Attenborough, como a maioria dos britânicos na época, não possuía televisão e só havia assistido a um programa televisivo até então. No entanto, aceitou a oferta de Adams para três meses de treinamento e, em 1952, juntou-se à BBC definitivamente. Inicialmente desanimado por não aparecer diante das câmeras porque Adams pensou que seus dentes eram grandes demais, tornou-se produtor para o Talks Department, no qual realizou todas as transmissões de não-ficção. Seus primeiros projetos incluíram o programa de perguntas "Animal, Vegetal or Mineral?" e "Song Hunter", uma série sobre música popular apresentada por Alan Lomax.
A associação de Attenborough com programas de História Natural teve início quando produziu e apresentou uma série de três partes chamada “The Pattern of Animals”. Falava sobre os animais do jardim zoológico de Londres, com o naturalista Julian Huxley, e discutiu temas como a camuflagem, aposematismo e outros mecanismos de defesa animal. Por causa desse programa, David Attenborough, junto do curador da casa de répteis do jardim zoológico Jack Lester, decidiu realizar uma série chamada “Zoo Quest”, com a primeira transmissão em 1954.
Em 1957, a BBC Natural History Unit foi formalmente criada em Bristol. Attenborough foi convidado a participar, mas recusou, não querendo se mudar de Londres, onde ele e sua jovem família já estavam estabelecidos. Ao contrário, ele formou seu próprio departamento, a Travel and Exploration Unit, o que lhe permitiu continuar à frente de Zoo Quest, bem como produzir outros documentários, como "Travellers’ Tales" e "Adventure".
No início de 1960, desligou-se do quadro permanente da BBC para realizar uma pós-graduação em Antropologia Social na London School of Economics, intercalando seu estudo com as filmagens. No entanto, aceitou um convite para voltar à BBC como diretor da BBC 2 antes que pudesse terminar o grau.

## Administração da BBC
Entre 1965 e 1969, Attenborough foi diretor da BBC2. Durante esse tempo foram exibidos programas como: "Match of the Day", "Civilisation", "The Ascent of Man", "The Likely Lads", "Not Only… But Also", "Man Alive", "Masterclass", "The Old Grey Whistle Test" e "The Money Programme". Essa diversidade de programas reflete o pensamento de Attenborough de que a programação da BBC 2 deve ser a mais variada possível. Em 1967, sob seu comando, a BBC 2 foi o primeiro canal de TV no Reino Unido a transmitir a cores.
Entre 1969 e 1972 foi diretor de programação da BBC Television. Por fim, rejeitou uma proposta de promoção para diretor-geral da BBC. No ano de 1972 Attenborough renunciou ao seu posto e voltou a ser um criador e apresentador de programas.

## Principais documentários
A principal série sobre a vida no planeta foi a trilogia formada por: Life on Earth (1979), The Living Planet (1984) e The Trials of Life (1990). Esses examinam, respectivamente, a taxonomia e filogenia, a ecologia e os estágios da vida.
Em adição a essa trilogia, Attenborough escreveu e apresentou documentários mais especializados, incluindo: "Life in the Freezer" (1993), "The Private Life of Plants" (1995),"The Life of Birds" (1998), "The Life of Mammals" (2002), "Life in the Undergrowth" (2005) e "Life in Cold Blood" (2008). A série "Life", como é conhecido o conjunto de todas as séries mencionadas anteriormente, dispõe de 79 programas no total.
Attenborough também tem escrito e apresentado outras produções fora da série "Life". Um dos primeiros, depois de seu retorno aos programa foi "The Tribal Eye" (1975), o que lhe permitiu expandir o seu interesse pela arte tribal. Outros incluem "The First Eden" (1987), sobre a relação do homem com o habitat natural do Mediterrâneo, e "Lost Worlds, Vanished Lives" (1989), que demonstrou a paixão de Attenborough por descobrir fósseis. Em 2000, a série "State of the Planet" analisou a crise ambiental que ameaça a ecologia da Terra. O naturalista também narrou duas outras séries significativas: "The Blue Planet" (2001) e "Planet Earth" (2006). Este último foi a primeira série de história natural a ser feita inteiramente em alta definição.
Em maio-junho de 2006, a BBC transmitiu a série de dois capítulos denominada "Climate Chaos", que aborda o tema aquecimento global. Em "Are We Changing Planet Earth?" e "Can We Save Planet Earth?", Attenborough investigou o assunto e apresentou algumas soluções potenciais. Voltou aos locais de algumas das suas produções anteriores e descobriu o efeito que a mudança climática teve sobre eles.
Em 2007, Attenborough apresentou "Sharing Planet Earth", o primeiro programa de uma série de documentários intitulada "Saving Planet Earth". Mais uma vez ele usou imagens de sua série anterior para ilustrar o impacto que a humanidade tem tido sobre o planeta. "Sharing Planet Earth" foi transmitido em 24 de junho de 2007.
"Life in Cold Blood" é a última grande série de Attenborough. Em uma entrevista para promovê-la, ele declarou:

"A história evolutiva está terminada. A viagem está completa. Se você me perguntasse há 20 anos se nós estaríamos concluindo uma tarefa tão gigantesca, eu teria dito "Não seja ridículo". Estes programas contam uma história particular e tenho a certeza de que outros irão aparecer e contá-la muito melhor do que eu consegui, mas espero que se as pessoas a assistirem daqui a 50 anos, ela ainda tenha algo a dizer sobre o mundo em que vivo".
No entanto, em entrevistas posteriores na "Radio Times", "Parkinson" e em "Friday Night with Jonathan Ross", disse que não pretende aposentar-se completamente e, provavelmente, continuará a fazer programas ocasionais.
Seu documentário seguinte, "Charles Darwin and the Tree of Life" (que analisa o desenvolvimento da teoria da evolução de Darwin), foi transmitido em 1 de fevereiro de 2009. Attenborough trabalhou como narrador também em "Nature's Great Events", uma série de seis partes transmitida em fevereiro de 2009 na BBC One e BBC HD. Também narrou e escreveu o documentário "Uncovering Our Earliest Ancestor: The Link", sobre o fóssil da espécie de primata recém-descoberta Darwinius masillae.
Ainda em 2009, a série de 10 capítulos escrita e narrada por Attenborough intitulada "Life" irá ao ar no Reino Unido. Com estreia marcada para 2011, a série de seis capítulos "The Frozen Planet" está sendo escrita e narrada por Attenborough.

## Outros trabalhos
Em 1975, Attenborough apresentou uma série para crianças chamada Fabulous Animals. Esse documentário mostrou um desviou do estilo de David, pois tratava de criaturas místicas e lendárias como, por exemplo, Grifo e Kraken.
A partir de 1983, Attenborough trabalhou em dois musicais com temática ambiental com a WWF e com os escritores Peter Rose e Anne Conlon. "Yanomamo" foi o primeiro, sobre a floresta amazônica, e a segunda, "Ocean World", estreou no Royal Festival Hall em 1991. Ambos foram narrados por Attenborough em sua turnê nacional, e gravados em fita cassete. "Ocean World" também foi filmado e transmitido pelo Channel 4.
Entre 1977 e 2005, Attenborough também produziu, narrou e eventualmente apresentou por volta de 250 capítulos de meia-hora para uma série chamada "Wildlife on One".
Em janeiro de 2009, a BBC pediu a Attenborough para fornecer uma série de dez monólogos de 20 minutos sobre história da natureza. Estes monólogos foram transmitidos pela Radio 4.
Attenborough também tem uma coluna na revista "BBC Wildlife".

## Realizações, concessões e reconhecimentos
- 1970: BAFTA Desmond Davis Award
- 1974: Commander of the Order of the British Empire (CBE)
- 1979: BAFTA Fellowship
- 1980: Honoris causa Doctor of the University da Open University
- 1983: Membro da Royal Society (FRS)
- 1985: Cavaleiro Celibatário
- 1991: Commander of the Royal Victorian Order (CVO) por ter produzido a Mensagem de Natal da Rainha Elizabeth II de 1986 até 1991
- 1996: Companion of Honour (CH) "pelos serviços prestados à História Natural"
- 2000: International Cosmos Prize
- 2003: Michael Faraday Prize oferecido pela Royal Society
- 2004: Descartes Prize por Outstanding Science Communication Actions
- 2004: Caird Medal do National Maritime Museum
- 2005: Order of Merit (OM)
- 2005: Nierenberg Prize pela dilvugação científica para o público em geral
- 2006: National Television Awards Prêmio de Reconhecimento Especial
- 2006: Institute of Ecology and Environmental Management – Medalha Institucional em reconhecimento à sua notável contribução pelo entendimento público de ecologia
- 2006: The Culture Show Ícone Vivo Britânico
- 2007: British Naturalists' Association Peter Scott Memorial Award
- 2009: BAFTA por "Life In Cold Blood"
- 2009: Prince of Asturias Award
- Em 13 de julho de 2006, Attenborough, junto de seu irmão Richard, recebeu o título de Distinto Membro Honorário da Universidade de Leicester “no reconhecimento de um distinto serviço continuo a univerdade”. Attenborough havia recebido previamente em 1970 o título de Doutor Honorário de Letras.
- Em 1993, após ter descoberto que o réptil Plesiosaurus conybeari, que viveu na era Mesozoica, na verdade não era um plesiossauro, o paleontólogo Robert Bakker rebatizou a espécie de Attenborosaurus conybeari, em homenagem ao naturalista.
- Também em homenagem a ele, uma das três espécies de equidna-de-bico-longo foi batizada com o nome científico Zaglossus attenboroughi.
- Em 2008, o Museu de História Natural de Londres inaugurou o David Attenborough Studio.
- Uma votação com 4900 britânicos feita pela revista Reader’s Digest em 2006 mostrou que Attenborough é a celebridade de maior confiança da população da Grã-Bretanha. Em uma outra lista feita pela revista New Stateman, também em 2006, mostra que era o décimo candidato mais votado na lista de “heróis de nosso tempo”.
- Sugere-se frequentemente que na sua longa carreira na produção de documentários sobre história natural faz com que seja o homem mais viajado de toda a história.[carece de fontes?]
- Suas contribuições para o mundo foram reconhecidas no documentário “Life on Air”, transmitido em 2002 junto com a publicação da autobiografia de Attenborough. Para o documentário, o naturalista foi entrevistado em sua casa por seu amigo Michael Palin. Usaram partes memoráveis dos documentários de Sir David e também houve contribuição de seu irmão Richard e de seus colegas profissionais.
- No dia 16 de dezembro de 2006,  Attenborough foi eleito o ícone vivo no Reino Unido, superando vários artistas e celebridades, como o ex-Beatle Paul MacCartney; o vocalista do The Smiths, Morrissey; o ator Michael Caine; o músico David Bowie e a estilista Viviane Westwood.
- Em maio de 2008, a mais antiga mãe pré-histórica conhecida  - um peixe fossilizado dando a luz - foi dado o nome de Materpiscis attenboroughi. Isto foi em honra ao papel de David Attenborough em destacar a importância científica do antigo campo paleontológico Gogo Reef, Austrália Ocidental, em "Life on Earth" (1979), local onde foi encontrado este peixe vivíparo fóssil.
- Attenborough recebeu três títulos honoris causa em 2008, um da Universidade de Aberdeen, em 1 de Julho de 2008, outro da Universidade de Exeter, em 11 de julho de 2008, e outro em 4 de Novembro de 2008, da Kingston University.
- Uma espécie de planta carnívora da ilha Palawan, nas Filipinas, descoberta em 2007 e dedicada a Attenborough, por ocasião do seu 80º aniversário, mas que só foi oficialmente descrita em 2009, foi denominada Nepenthes attenboroughii em sua honra.

## Momentos favoritos de Attenborough
Em abril de 2006, para comemorar o aniversário de 80 anos de David Attenborough, o público foi pedido para votar em seu momento favorito na carreira do apresentador. O resultado dos vinte momentos mais votados foi anunciado no dia 7 de maio, véspera de seu aniversário:
1. Attenborough ouve um pássaro-lira imitar vários sons (The Life of Birds)
2. Gorilas da Montanha (Life on Earth)
3. Encontro com a baleia-azul (The Life of Mammals)
4. A descrição do fim da sociedade nativa da Ilha de Páscoa (State of the Planet)
5. Chimpanzé usando ferramenta para quebrar nozes (The Life of Mammals)
6. Urso-pardo pescando (The Life of Mammals)
7. Attenborough tentando atrair um pica-pau imitando um (The Life of Birds)
8. David sendo atacado por um tetraz macho (The Life of Birds)
9. Chimpanzés caminhando através da água sobre dois pés (The Life of Mammals)
10. Observando a corte de um caramancheiro macho (The Life of Birds)
11. Observando elefantes numa caverna de sal (The Life of Mammals)
12. Chimpanzés selvagens caçando macacos (The Trials of Life)
13. Morcegos-de-cauda-livre saindo da caverna e Attenborough segurando um jovem morcego (The Trials of Life)
14. Sendo ameaçado por um elefante-marinho (Life in the Freezer)
15. Um albatroz-errante filhote e seus pais (Life in the Freezer)
16. Migração dos caranguejos-vermelhos da Ilha Christmas (The Trials of Life)
17. Em uma árvore com gibões (The Life of Mammals)
18. Cavando sobre um cupinzeiro para mostrar seu sistema de resfriamento (The Trials of Life)
19. Observando um titan-arum ou flor-cadáver (The Private Life of Plants)
20. Todos as fases de crescimento da amora (The Private Life of Plant)

## Opiniões e defesas

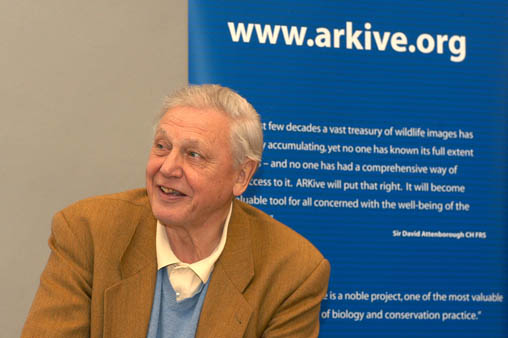
David Attenborough no lançamento da ARKive em Bristol, Inglaterra, maio de 2003.

### Causas ambientais
No início, os principais documentários de Attenborough incluíam em seu texto o assunto a respeito ao impacto da sociedade humana no mundo natural. O último episódio de “The Living Planet”, como exemplo, focaliza quase inteiramente a destruição do homem no ambiente a as soluções que poderiam ser tomadas para amenizar ou até acabar com este problema.
Apesar disso, seus programas foram diversamente criticados por não fazer uma mensagem mais explicita sobre essa crise. Alguns ambientalistas sentem que os documentários de Attenborough dão um retrato falso da região selvagem e não fazem o bastante para mostrar que estas áreas estão cada vez sendo mais invadidas por humanos que não as respeitam.

Entretanto a sua mensagem de encerramento de “State of the Planet” foi bem franca:
“O futuro da vida na Terra depende da nossa habilidade de reagir a problemas. Muitos indivíduos estão fazendo o que podem, mas o sucesso real só pode vir somente se houver uma mudança em nossa sociedade, economia e política. Eu fui afortunado em poder ver em minha vida alguns dos maiores espetáculos que a natureza tem a oferecer. Certamente nós temos a responsabilidade de deixar para as gerações um planeta que seja saudável e habitável por todas as espécies”.
Desde de 1980, David tornou-se cada vez mais franco na sustentação de causas ambientais. Em 2005 ingressou no projeto Birdlife International para cessar a matança dos albatrozes por barcos pesqueiros. Deu também apoio público a uma campanha da WWF para que 220.000 quilômetros quadrados da floresta tropical de Bornéu fosse protegida. Também faz parte do grupo Fauna and Flora Internartional, sendo seu vice-presidente.
Attenborough disse diversas vezes que considera a superpopulação humana a origem de muitos dos problemas ambientais existentes. Em ambas as séries, a já mencionada “State of the Planet” e “The Life of Mammals” e em seu respectivo livro, fez um apelo para que os humanos freassem o crescimento populacional caso contrário outras espécies não poderão sobreviver.
Tem escrito recentemente e falado publicamente sobre o fato de que agora ele tem certeza que o aquecimento global é causado pelos humanos e que é um perigo real não só para a nossa espécie, mas para todo o planeta. No documentário “State of the Planet”, o naturalista completa com esse assunto a mensagem que foi mencionada acima:
“No passado, nós não conhecíamos os efeitos de nossas ações e assim, nós plantámos o vento e agora, literalmente, colhemos o furacão. Mas nós não temos mais tempo para essa desculpa: agora nós reconhecemos as consequências de nosso comportamento e certamente devemos agir para mudá-lo individualmente e coletivamente, nacionalmente e internacionalmente. Ou então nós daremos às gerações futuras a catástrofe”.
Em uma entrevista à revista BBC Wildlife em 2005, Attenborough disse que considera George W. Bush o maior “vilão ambiental” dos tempos atuais.

### Religião e criacionismo
Em 2005, numa entrevista com Simon Mayo para a BBC Radio Five Live, Attenborough disse que se considera um Agnóstico. Quando perguntado se sua observação do mundo natural lhe deu fé em um criador, responde geralmente com alguma versão dessa história:
“Minha opinião ao assunto Criacionismo sobre o Deus que cria cada espécie individualmente como um ato separado, é que sempre os seus defensores citam como exemplo beija-flores, orquídeas, girassóis e outras coisas bonitas. Mas eu tendo a pensar em vez disso em um verme parasita que esteja furando o olho de um menino que se senta na margem de um rio na África Ocidental e que o esteja deixando cego. E então eu penso ‘você está me dizendo que o Deus em que você acredita, que você diz também que é um Deus todo-misericordioso, que se importa com cada um de nós individualmente, é você que também diz que foi esse Deus que criou esse verme que não consegue sobreviver em outro local se não no globo ocular de uma criança inocente?’ Por isso não me parece que o Criacionismo seja a verdade”.
Explicou que sente que toda a evidência da evolução no planeta mostra claramente ser esta a melhor maneira de explicar a diversidade da vida, e que “se houvesse um ser superior então este teria escolhido a evolução orgânica como uma maneira de trazer a existência do mundo natural”.
Os documentários de Attenborough expuseram a milhões a diversidade da vida na Terra, incluindo, naturalmente, defensores da ideia de que toda a vida foi criada espontaneamente por Deus, ou seja, os defensores do criacionismo. Em suas séries, Attenborough raramente fala dos mecanismos da evolução, exceto em “Life on Earth”, que é uma série inteira sobre a evolução da vida. Em vez disso, geralmente descreve as vantagens de cada adaptação em maior detalhe como, por exemplo, porque as flores têm certas formas em um determinado caso, porque as aves e outros animais migram, como os mecanismos de mimetismo podem servir de proteção ou atrair insetos e outros animais, e assim por diante. Por isso, seu trabalho foi muitas vezes citado por alguns criacionistas como exemplo para que “não se empurre a evolução garganta abaixo do telespectador”. Outros escreveram a Attenborough pedindo que referisse explicitamente Deus como criador da vida.
Em 2002, Attenborough se juntou em um esforço liderando por clérigos e cientistas contra a inclusão do criacionismo no currículo das escolas britânicas. Deve-se notar que, exceto em exemplos isolados, tais como o descrito acima, o debate entre criacionismo e a evolução não são muito comuns no Reino Unido de Attenborough, e então provavelmente esses debates não aparecerão em seus documentários. Ao contrário de seus equivalentes nos Estados Unidos, a maior parte das igrejas da Grã-Bretanha já abraçaram há muito tempo a evolução como o mecanismo responsável pela diversidade biológica na Terra, apesar da oposição de uma minoria fundamentalista de religiosos. Em uma de suas séries na televisão, “The Life of Mammals”, Attenborough faz referência diretas à evolução, principalmente a humana.

## Livros e introduções
Attenborough escreveu diversos livros e contribuiu com a introdução ou prefácios a diversos outros, incluindo:
- Zoo Quest to Guiana (1956)
- Zoo Quest para um Dragão (1957)
- Zoo Quest para a Ave do Paraíso (1959)
- Zoo Quest in Paraguay (1959)
- As Expedições do Zoo Quest (Compilação dos títulos anteriores, 1980)
- Quest in Paradise (1960)
- People of Paradise (1960)
- Zoo Quest to Madagascar (1961)
- Bridge to the Past Animals and People of Madagascar (1961)
- Quest Under Capricorn (1963)
- My Favourite Stories Of Exploration (1964)
- Journeys From The Past (1970)
- Thorburn's Mammals (1974)
- Fabulous Animals (1975)
- The Tribal Eye (1976)
- Frontiers of Life (1976)
- Earth in Danger (1976)
- The Natural History of Selborne (1977)
- Earth in Danger Pollution and Conservation (1977)
- Life on Earth (1979)
- Discovering Life on Earth (1981)
- Journeys to the Past (1981)
- Focus on Nature Oxford Scientific Films (1981)
- Journeys To the Past: Travels in New Guin (1981)
- Tribal Encounters: An Exhibition of Ethnic Objects Collected by David Attenborough (1981)
- Wildlife Through the Camera (1982)
- Journeys to the Past: Travels in New Guinea, Madagascar, and the Northern Territory of Australia (1983)
- Singing Whales, Killer Whales, and Dolphins (Audiobook, 1983)
- Screams in the Night (Ecn 307) (Audiobook,1983)
- The Living Planet (1984)
- Green Inheritance: The WWF Book of Plants (1984, 2ª edição 2005)
- Animal Language (1985)
- Aerial Warfare: Raspers and Scrapers (Ecn 306) (Audiobook, 1985)
- The Oxford Dictionary of Natural History (1986)
- The First Eden: The Mediterranean World and Man (1987)
- New Generation Guide to the Wild Flowers of Britain and Northern Europe (Collins Handguides)(1987)
- New Generation Guide to the Birds of Britain and Europe (1987)
- Monkey Business (Ecn 304) (Audiobook, 1987)
- Communication and Do Animals Have Language (Audiobook, 1988)
- The Atlas of the Living World (1989)
- The Trials of Life (1990)
- The Last Rain Forests: A World Conservation Atlas (1990)
- Birds: Repertoire, Duet and Mime (1990)
- Tomorrow Is Too Late (1990)
- Life in the Freezer: Natural History of the Antarctic (1993)
- The Private Life of Plants (1994)
- Wildlife Photographer of the Year: Portfolio Three (1994)
- Visions of a Rainforest: A Year in Australia's Tropical Rainforest (1995)
- Zoo Quest: A Trek to British Guiana to Round Up Zoo Animals (1995)
- Peter Scott: Painter and Naturalist (1996)
- Wild Fruit by Snowdon (1997)
- The Life of Birds (1998)
- Birds of Paradise: Paradisaeidae (1998)
- The BBC Natural History Unit's wildlife specials (BBC Natural History Unit) (1998)
- Digging Dinosaurs: The Search That Unraveled the Mystery of Baby Dinosaurs (1999)
- Richtersveld (2000)
- The Blue Planet (2001)
- The Life of Mammals (2002)
- Life on Air: Memoirs of a Broadcaster (2002)
- The Early Years (Audiobook) (2002)
- Gabriele Koch (Pottery Monographs) (2002)
- Dancing Out Of Bali (2004)
- Life in the Undergrowth (2005)
- Light on the Earth (2005)
- Wild Borneo: The Wildlife and Scenery of Sabah, Sarawak, Brunei, and Kalimantan  (2006)
- Grace Wyndham Goldie, First Lady of Television (2006)
- Clare through the Twentieth Century: Portrait of a Cambridge College (2006)
- Planet Earth: As You've Never Seen It Before (2007)
- Amazing Rare Things: The Art of Natural History in the Age of Discovery (2007)
- Life in Cold Blood (2008)

## Filmografia
| Ano  | #   | Título                                                           | Duração               | Crédito                                              |
| ---- | --- | ---------------------------------------------------------------- | --------------------- | ---------------------------------------------------- |
| 1952 | 1   | Coelacanth                                                       | 1x10min               | Produtor                                             |
| 1952 | 2   | Animal, Vegetable, Mineral?                                      | Desconhecido          | Produtor                                             |
| 1953 | 3   | Song Hunter                                                      | 6x20min               | Produtor                                             |
| 1953 | 4   | The Pattern of Animals                                           | 3 episódios           | Produtor                                             |
| 1954 | 5   | Zoo Quest                                                        | 6x30min               | Escritor, apresentador, gravador de áudio e produtor |
| 1955 | 6   | Zoo Quest to Guiana                                              | 6x30min               | Escritor, apresentador, gravador de áudio e produtor |
| 1955 | 7   | The Trans-Antarctic Expedition 1955–58                           | 6x30min               | Apresentador e produtor                              |
| 1956 | 8   | Zoo Quest for a Dragon                                           | 6x30min               | Escritor, apresentador, gravador de áudio e produtor |
| 1957 | 9   | Quest for the Paradise Birds                                     | 6x30min               | Escritor, apresentador, gravador de áudio e produtor |
| 1959 | 10  | Zoo Quest in Paraguay                                            | 6x30min               | Escritor, apresentador, gravador de áudio e produtor |
| 1960 | 11  | The People of Paradise                                           | 6x30min               | Escritor, apresentador, gravador de áudio e produtor |
| 1960 | 12  | Travellers' Tales                                                | desconhecido          | Narrador e produtor                                  |
| 1961 | 13  | Zoo Quest to Madagascar                                          | 6x30min               | Escritor, apresentador, gravador de áudio e produtor |
| 1961 | 14  | Adventure                                                        | Mais de 150 episódios | Narrador e produtor                                  |
| 1961 | 15  | Japan                                                            | 7 episódios           | Produtor                                             |
| 1962 | 16  | Destruction of the Indian                                        | 3 episódios           | Produtor                                             |
| 1963 | 17  | Attenborough and Animals                                         | 10x25min              | Apresentador                                         |
| 1963 | 18  | Quest Under Capricorn                                            | 6x30min               | Escritor, apresentador, gravador de áudio e produtor |
| 1965 | 19  | Zambezi                                                          | 3x50min               | Escritor e apresentador                              |
| 1967 | 20  | Life: East Africa                                                | 3 episódios           | Apresentador                                         |
| 1969 | 21  | The Miracle of Bali                                              | 3x50min               | Narrador e produtor                                  |
| 1969 | 22  | The World About Us                                               | Desconhecido          | Narrador ocasional                                   |
| 1971 | 23  | A Blank on the Map                                               | 1x60min               | Escritor e apresentador                              |
| 1973 | 24  | Eastwards with Attenborough                                      | 6x30min               | Escritor e apresentador                              |
| 1973 | 25  | Natural Break                                                    | 15x10min              | Apresentador                                         |
| 1973 | 26  | Royal Institution Christmas Lectures                             | 6x60min               | Escritor e apresentador                              |
| 1975 | 27  | The Explorers                                                    | 10x50min              | Apresentador                                         |
| 1975 | 28  | Fabulous Animals                                                 | Desconhecido          | Apresentador                                         |
| 1975 | 29  | The Tribal Eye                                                   | 7x50min               | Escritor e apresentador                              |
| 1976 | 30  | The Discoverers                                                  | 6x30min               | Narrador                                             |
| 1977 | 31  | Wildlife on One                                                  | 253x30min             | Narrador                                             |
| 1979 | 32  | Life on Earth                                                    | 13x55min              | Escritor e produtor                                  |
| 1980 | 33  | The Spirit of Asia                                               | 8x60min               | Narrador                                             |
| 1981 | 34  | The Ark in South Kensington                                      | 1 episódio            | Apresentador                                         |
| 1983 | 35  | Natural World                                                    | Desconhecido          | Apresentador, narrador e escritor                    |
| 1984 | 36  | The Living Planet                                                | 12x55min              | Escritor e apresentador                              |
| 1985 | 37  | The Million Pound Bird Book                                      | 1x60min               | Escritor e apresentador                              |
| 1986 | 38  | The Queen's Christmas Message                                    | 6x10min               | Produtor                                             |
| 1986 | 39  | World Safari                                                     | 1x90min               | Co-apresentador                                      |
| 1987 | 40  | The First Eden                                                   | 4x60min               | Escritor e apresentador                              |
| 1989 | 41  | Lost Worlds, Vanished Lives                                      | 4x40min               | Escritor e apresentador                              |
| 1990 | 42  | The Trials of Life                                               | 12x50min              | Escritor e apresentador                              |
| 1993 | 43  | Life in the Freezer                                              | 6x30min               | Escritor e apresentador                              |
| 1993 | 44  | Wildlife 100                                                     | Desconhecido          | Narrador                                             |
| 1994 | 45  | Heart of a Nomad                                                 | 1x60min               | Apresentador                                         |
| 1995 | 46  | The Private Life of Plants                                       | 6x50min               | Escritor e apresentador                              |
| 1996 | 47  | Winners and Losers                                               | 2x45min               | Narrador                                             |
| 1996 | 48  | Q.E.D. "The Secret Life of Seahorses"                            | 1x45min               | Narrador                                             |
| 1996 | 49  | Attenborough in Paradise                                         | 1x50min               | Escritor e apresentador                              |
| 1997 | 50  | BBC Wildlife Specials                                            | 16x50min              | Narrador                                             |
| 1998 | 51  | The Life of Birds                                                | 10x50min              | Escritor e apresentador                              |
| 1998 | 52  | The Origin of Species: An Illustrated Guide                      | 1x30min               | Narrador                                             |
| 1999 | 53  | Sharks - The Truth                                               | 1x50min               | Narrador                                             |
| 1999 | 54  | They Said It Couldn't Be Done                                    | 7x60min               | Apresentador                                         |
| 2000 | 55  | State of the Planet                                              | 3x50min               | Escritor e apresentador                              |
| 2000 | 56  | Living with Dinosaurs                                            | 1x50min               | Narrador                                             |
| 2000 | 57  | Song of the Earth                                                | 1x50min               | Escritor e apresentador                              |
| 2000 | 58  | The Greatest Wildlife Show on Earth                              | 1x50min               | Apresentador                                         |
| 2000 | 59  | The Lost Gods of Easter Island                                   | 1x50min               | Escritor e apresentador                              |
| 2001 | 60  | The Blue Planet                                                  | 8x50min               | Narrador                                             |
| 2002 | 61  | Life on Air                                                      | 1x60min               | Entrevistado                                         |
| 2002 | 62  | The Life of Mammals                                              | 10x50min              | Escritor e apresentador                              |
| 2002 | 63  | Great Natural Wonders of the World                               | 1x60min               | Apresentador                                         |
| 2005 | 64  | Animal Crime Scene                                               | 5x60min               | Narrador                                             |
| 2005 | 65  | Life in the Undergrowth                                          | 5x50min               | Escritor e apresentador                              |
| 2006 | 66  | Planet Earth                                                     | 11x50min              | Narrador                                             |
| 2006 | 67  | The Truth about Climate Change                                   | 2x60min               | Escritor e apresentador                              |
| 2006 | 68  | Gorillas Revisited                                               | 1x60min               | Apresentador                                         |
| 2007 | 69  | Climate Change: Britain Under Threat                             | 1x60min               | Apresentador                                         |
| 2007 | 70  | Trek: Spy in the Wildebeest                                      | 2x60min               | Narrador                                             |
| 2007 | 71  | Tom Harrisson: The Barefoot Anthropologist                       | 1x60min               | Narrador                                             |
| 2007 | 72  | Sharing Planet Earth                                             | 1x60min               | Escritor e apresentador                              |
| 2007 | 73  | Attenborough Explores… Our Fragile Planet                        | 1x60min               | Escritor e apresentador                              |
| 2008 | 74  | Life in Cold Blood                                               | 5x50min               | Escritor e apresentador                              |
| 2008 | 75  | Tiger: Spy in the Jungle                                         | 3x60min               | Narrador                                             |
| 2008 | 76  | Humpbacks: From Fire to Ice                                      | 1x50min               | Narrador                                             |
| 2009 | 77  | Charles Darwin and the Tree of Life                              | 1x60min               | Escritor e apresentador                              |
| 2009 | 78  | Nature's Great Events                                            | 6x50min               | Narrador                                             |
| 2009 | 79  | Uncovering Our Earliest Ancestor: The Link                       | 1x60min               | Escritor e narrador                                  |
| 2009 | 80  | Life                                                             | 10x50min              | Escritor e narrador                                  |
| 2010 | 81  | David Attenborough's First Life                                  | 2x60min               | Escritor e apresentador                              |
| 2010 | 82  | David Attenborough's Death of Oceans                             | 1x60min               | Escritor e apresentador                              |
| 2010 | 83  | Flying Monsters 3D                                               | 1x70min               | Escritor e apresentador                              |
| 2011 | 84  | Madagascar                                                       | 3x60min               | Narrador                                             |
| 2011 | 85  | Attenborough and the Giant Egg                                   | 1x60min               | Escritor e apresentador                              |
| 2011 | 86  | Desert Seas                                                      | 1x60min               | Narrador                                             |
| 2011 | 87  | Frozen Planet                                                    | 7x60min               | Apresentadore e narrador                             |
| 2011 | 88  | The Bachelor King 3D                                             | 1x75min               | Escritor e narrador                                  |
| 2012 | 89  | Secrets of Wild India                                            | 3x60min               | Narrador                                             |
| 2012 | 90  | Superfish: Bluefin Tuna                                          | 1x60min               | Narrador                                             |
| 2012 | 91  | Kingdom of Plants 3D                                             | 3x60min               | Escritor e apresentador                              |
| 2012 | 92  | Attenborough's Ark: A Natural World Special                      | 1x60min               | Escritor e apresentador                              |
| 2012 | 93  | Attenborough: 60 Years in the Wild                               | 3x60min               | Escritor e apresentador                              |
| 2012 | 94  | Hummingbirds: Jewelled Messengers                                | 1x45min               | Apresentador                                         |
| 2013 | 95  | Plants Behaving Badly                                            | 2x45min               | Apresentador                                         |
| 2013 | 96  | Galapagos 3D                                                     | 3x45min               | Apresentador                                         |
| 2013 | 97  | David Attenborough's Natural Curiosities: Series 1               | 5x30min               | Escritor e apresentador                              |
| 2013 | 98  | Africa                                                           | 6x60min               | Apresentador e narrador                              |
| 2013 | 99  | Micro Monsters 3D                                                | 6x25min               | Apresentador e narrador                              |
| 2013 | 100 | David Attenborough's Rise of Animals: Triumph of the Vertebrates | 2x60min               | Escritor e apresentador                              |
| 2014 | 101 | David Attenborough's Natural Curiosities: Series 2               | 10x30min              | Escritor e apresentador                              |
| 2014 | 102 | David Attenborough's Natural History Museum Alive                | 1x60min               | Escritor e apresentador                              |
| 2014 | 103 | Life Story                                                       | 6x60min               | Apresentador e narrador                              |
| 2015 | 104 | David Attenborough's Conquest of the Skies 3D                    | 3x60min               | Escritor e apresentador                              |
| 2015 | 105 | Attenborough's Paradise Birds                                    | 1x60min               | Escritor e apresentador                              |
| 2015 | 106 | David Attenborough's Natural Curiosities: Series 3               |                       |                                                      |
| 2019 | 107 | Our Planet                                                       | 8 episódios           | Narrador                                             |

Outros programas
Além de escrever, apresentar, narrar e produzir seus próprios filmes e documentários, Sir David Attenborough fez aparições regulares como participante em inúmeros programas de televisão. A seguinte lista inclui algumas de suas mais notáveis e recentes aparições:
- A Zed & Two Noughts, narrador do filme (1985)
- State of the Ark, participante de um debate sobre os zoológicos (1994)
- 2000 Today, entrevistado sobre "State of the Planet" (2000)
- Robbie the Reindeer, voz do comentário do museu no episódio "Legend of the Lost Tribe" (2002)
- Attenborough the Controller, entrevistado (2002)
- Attenborough in Conversation with Mark Lawson, entrevistado (2002)
- Great Wildlife Moments, apresentador da compilação de documentários de História Natural (2003)
- The Way We Went Wild, entrevistado (2004)
- Selfish Green, participante do debate sobre conservação ambiental (2004)
- How Art Made The World, entrevistado (2005)
- Time Shift, episódio "The Lost Road: Overland to Singapore", participante (2005)
- Favourite Attenborough Moments, arquivo fotográfico (2006)
- Suez: A Very British Crisis, entrevistado (2006)
- Planet Earth: The Future, entrevistado (2006)
- Watching Desmond Morris (2007), participante
- 100 Years of Wildlife Films, arquivo fotográfico (2007)
- Fossil Detectives, entrevistado (2008)